# Fanzine de ciencia ficción
Un fanzine de ciencia ficción es una revista aficionada o semi-profesional que se publica por los miembros del fandom de ciencia ficción desde los 1930s hasta la actualidad. Fueron una de las primeras formas de fanzine, y durante un tiempo constituyeron la principal actividad de los aficionados a la ciencia ficción. El primer fanzine dedicado exclusivamente a la ciencia ficción fue The Time Traveller (este zine también se publicó bajo los nombres Science Fiction Digest y Fantasy Magazine).

## Orígenes e historia

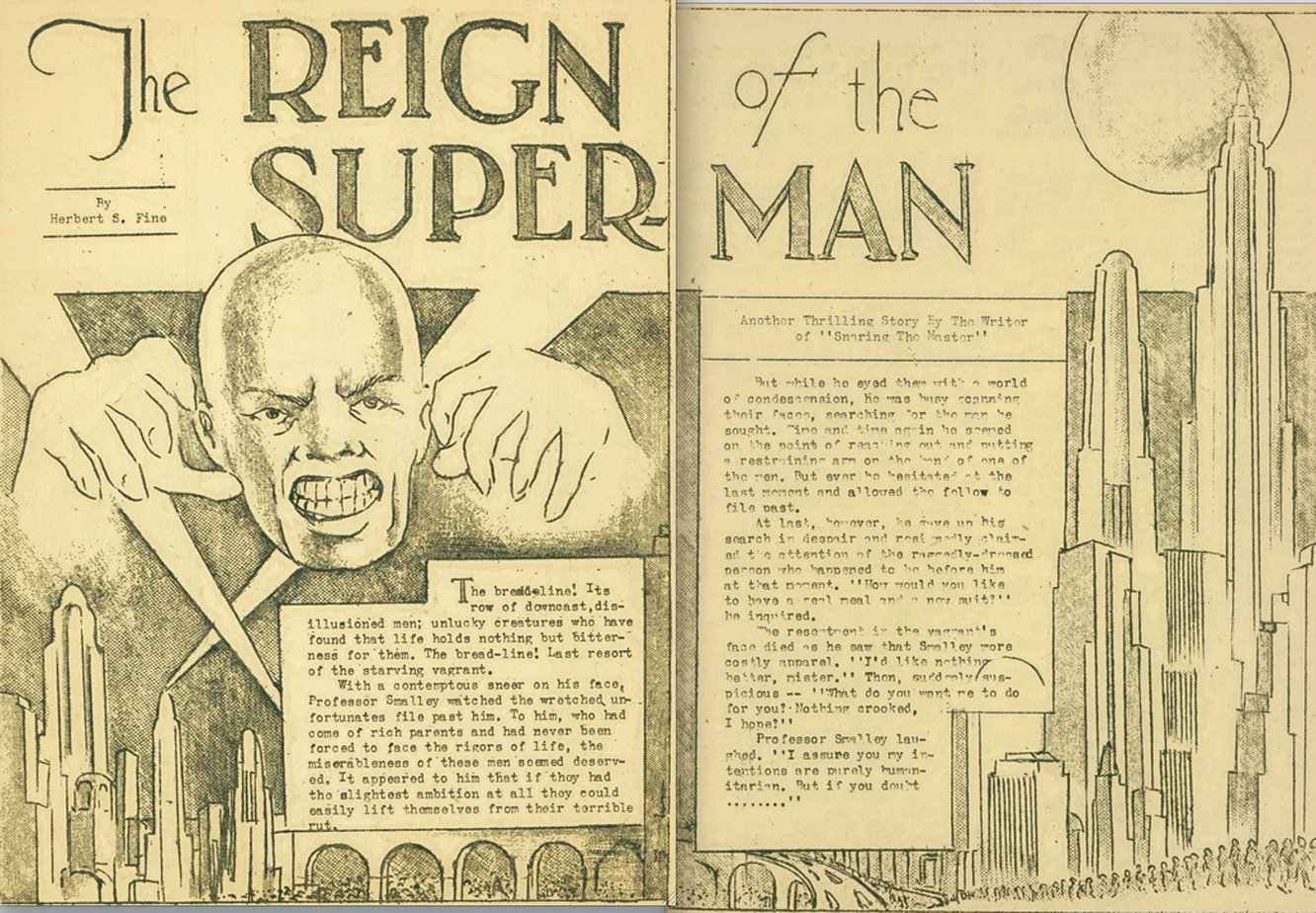
"The Reign of the Superman" in the fanzine Science Fiction: The Advance Guard of Future Civilization #3 (Janvier de 1933).

El primer fanzine de ciencia ficción, The Comet, fue publicado en 1930 por Science Correspondece Club en Chicago.  El término fanzine fue acuñado en octubre de 1940 por Russ Chauvenet, y de esa forma se distinguía a los fanzines de los prozines, las profesionales.
Tradicionalmente los fanzines de ciencia ficción estaban disponibles para "los habituales"; lo que significaba que se enviaba un ejemplar de prueba cuando se solicitaba, y para recibir los siguientes números un lector enviaba una "carta de comentario" sobre el fanzine al editor. Esa carta podía ser publicada en el siguiente número, de hecho muchos de los fanzines se componían casi exclusivamente de cartas, donde se llevaban a cabo discusión de una forma muy similar a como se hace hoy en día en los grupos de noticias de Internet, listas de correo y foros, sólo que con un ritmo mucho más lento.
Desde 1955 la convención mundial de ciencia ficción entrega el premio Hugo al mejor fanzine, y en 1967 añadió las categorías para el mejor escritor aficionado y mejor artista aficionado.

## Semiprozines
Durante los 1970s y los 1980s algunos fanzines como Locus, los más serios y constructivos, dedicados a la crítica de la ciencia ficción y la fantasía, se transformaron en publicaciones más profesionales, utilizando mejores técnicas de impresión y publicación. Estos nuevos fanzines fueron etiquetados como "semiprozines" y empezaron a venderse en lugar de intercambiarse, incluso llegando a pagar a sus contribuidores, y algunos de ellos publicaban historias originales. Los premios Hugo reconocieron que los semiprozines eran una categoría aparte en 1984 tras varios premios consecutivos al fanzine Locus. En 2008 se ha decidido suprimir de los premios la categoría de semiprozine,

## APAs
Las Asociaciones de Prensa Amateur publican fanzines creados a partir de contribucións de cada miembro, reuniéndola en lo que se conoce como un apazine.
La primera APA de ciencia ficción fue FAPA (Fantasy Amateur Press Association), creada por un grupo de aficionados a la ciencia ficción en 1937. Algunas APA todavía siguen en activo publicando en papel, y otras muchas publican mediante e-zines a través de Internet.

## Fanzines en español

### Argentina
- Fanzines
  - Energy Ribbon. Editor: Alejandro Lois (1997-1998)
- Ezines
  - Axxón. Editor: Eduardo J. Carletti y Fernando Bonsembiante. Disquete de 3.5”, internet. (1989-actualidad).

### Colombia
- Fanzines
  - Ficciorama fanzine: Tiene 115 números, soporte en papel, distribución en librerías independientes y ferias especializadas.

### Cuba
- Fanzines
  - Nova. Editora: Daína Chaviano, con la colaboración de Chely Lima y Alberto Serret. 1 número.
  - Pórtico XXI.
  - Nexus. 2 números.

- Ezines
  - I+Real. Disquete de 3.5"(1994).
  - Revista Digital miNatura. Creada en 1999 y especializada en el microcuento fantástico y de ciencia ficción. Dirigido por Ricardo Acevedo y Carmen Rosa Signes Urrea
  - Disparo en red. Editor: Grupo de Creación ESPIRAL.
  - Qubit. Boletín digital y postgeográfico de literatura y pensamiento ciberpunk. Editor: Raúl Aguiar.
  - Informativo Onírica. Editores: Proyecto de Arte Fantástico Onírica. Distribuido por correo electrónico (2001).
  - Informativo Estronia. Distribución por Correo electrónico (2005).
  - La Voz de Alnader. Revista Cultural de Fantasía y Ciencia Ficción fundada el 22 de octubre de 2006.
  - Korad: Revista de Fantasía y Ciencia Ficción del Taller Literario Espacio Abierto. Distribuida por correo electrónico Fundada en febrero del 2010. Editor: Raul Aguiar, Coeditores: Elaine Vilar Madruga, Jeffrey López Dueñas y Carlos A. Duarte Cano

### España
- - Tránsito (Fanzine). 18 números publicados (1982-1993).
  - BEM. Editor: José Luis González, Pedro Jorge Romero, Ricard de la Casa y Joan Manel Ortiz. 75 números. (1990-2000)
  - Revista Exégesis. Fundadores: Daniel Santos y Álvaro Visús.(2009-Actualidad)

### México
Puede decirse que los años 90 fue la época de oro de los fanzines en México pues se llegaron a editar varios, cosa que no ha sucedido de nuevo.
- Fanzines.
  - Estacosa. Editor: Mauricio-José Schwarz. 2 números.
  - Pulpa de Langosta. Editor: Gerardo Horacio Porcayo.
  - Fractal. Editores: Gerardo Sifuentes y José Luis Ramírez.
  - ¡Nahual!. Editor: Andrés Tonini. 6 números (1995-1997).
  - Sub, Subgéneros de subliteratura subterránea. Editores: Bernardo Fernández, Pepe Rojo y Joselo Rangel. 4 números (1996-?).
  - Laberinto. Editores: Laura Michel, Rogelio Cárdenas e Irma Amézquita. 7 números.
  - Azoth. Editores: H. Pascal, Gerardo Horacio Porcayo, Libia Brenda Castro.
  - Gernsback'. Curador: Pete Zavala

- Ezines
  - Otracosa. Editor: Mauricio-José Schwarz. Disquete de 3.5”. (1992).
  - La langosta se ha posado. Editores Gerardo Horacio Porcayo y José Luis Zárate. Disquete de 3.5”, internet. (1993-1996).
  - El oscuro retorno del hijo del ¡Nahual!. Editor: Andrés Tonini. PDF, 3 números. (2002).
  - La Langosta se ha Posteado. Editores Gerardo Horacio Porcayo y Ana Delia Carrillo Laris. Web (2009- ).

### Perú
Desde principios de la década de 1990, un pequeño pero activo grupo de aficionados inició la publicación de revistas de aficionados a la C-F empleando como principal medio de difusión a la internet.
- Fanzines.
  - Agujero Negro. Editores: Víctor Pretell-Luís Bolaños-Daniel Mejía. 2 números.

- Ezines
  - Velero 25. Editor: Quinx, aparece en forma mensual. (2003).
  - Ciencia Ficción Perú. Editor: Daniel Salvo. (2002).

### Venezuela
- Fanzines.
  - Cygnus. Editor: Asociación Venezolana de Ciencia Ficción y Fantasía. 5 números (1986 - 1994). Dedicada a la divulgación de literatura de Ciencia Ficción..
  - La Gaceta de UBIK. Editor: Asociación Venezolana de Ciencia Ficción y Fantasía. 24 números (1988 - 1999 ??). Editó ficción muy breve de Ciencia Ficción.
  -  Necronomicón. Editores Primera Época: Jorge De Abreu e Yván Ecarri. 2 números (1993 - 1994). Literatura de Terror supercorta..
  - Solaris. Editor: ALFA (Asociación Libre de Ficción Anticipatoria). 1 número (1993)
  - Nostromo. Editor: Ramón Siverio. 6 números (2001 - 2002)

- Ezines
  - Koinos. Editores : Alirio Gavidia y Daniel Gavidia. 4 números (1996 - 2000).
  - Desde el Lado Obscuro. Editor Primera Época: Juan Carlos Aguilar. 1 número (1998). Editor Segunda Época: Jorge De Abreu. (2002 - 2003). 8 números. A partir de 2009 es nuevamente editado por Juan Carlos Aguilar como un blog.
  - Necronomicón Segunda Época. Editor Segunda Época: Jorge De Abreu. 21 números (2004 - actualidad)..
  - Ubikverso. Editor: Jorge De Abreu. 4 números (2004 - actualidad).

## Otros tipos de fanzines
La palabra fanzine se usa para referirse a cualquier publicación creada por aficionados, por ejemplo los primeros fanzines sobre rock and roll fueron editados por fanes de ciencia ficción. Y durante un tiempo los fanzines sobre manga tuvieron una gran importancia en el movimiento fandom.
En la actualidad el movimiento de fanzines tienen principalmente su presencia en Internet, en forma de e-zines o webzines, y es interesante recalcar que una parte importante de la jerga informática y de Internet proviene de la jerga de los fanzines.